# Internationaal Monetair Fonds
Het Internationaal Monetair Fonds of Internationaal Muntfonds (IMF) is een VN-organisatie voor internationale samenwerking op monetair gebied, bestrijding van financiële crises en kredietverlening voor staten met betalingsproblemen. Het IMF is een gespecialiseerde organisatie van de Verenigde Naties met hoofdkantoor in Washington.
Het IMF werd opgericht in 1944, tegelijk met zusterorganisatie de Wereldbank, in het kader van de wederopbouw van het internationale betaalverkeer na de Tweede Wereldoorlog. Doel van het IMF was toe te zien op naleving van de akkoorden van Bretton Woods en internationale overeenstemming over de wisselkoersen tot stand te brengen. Het fonds werd in december 1945 voor het eerst officieel in werking gesteld door 29 nationale regeringen.
Sinds de eenzijdige opzegging van het Bretton Woods-systeem door de VS, begin jaren 70, heeft het IMF voornamelijk de functie van kredietfonds. In die hoedanigheid verstrekt het leningen aan staten die niet aan krediet kunnen komen op de internationale kapitaalmarkten. Als voorwaarde voor dergelijke leningen kan het beleidsverandering binnen staten eisen, doorgaans met het oog op bezuinigingen en "afslanking" van nationale overheden. Hierdoor is het een belangrijk vehikel geworden voor het verspreiden van neoliberaal beleid vanuit het westen naar ontwikkelingslanden.
Anno 2017 heeft het IMF 189 lidstaten. Een aantal algemeen erkende landen is niet lid: Andorra, Cuba (was wel lid van 1946 tot 1964), Liechtenstein, Monaco, Nauru, Noord-Korea, Oost-Timor, Palestina en Vaticaanstad. Kosovo is wel lid, maar wordt niet algemeen erkend.
Het IMF heeft 107 miljard dollar in leningen uitstaan aan 87 landen.

## Geschiedenis
Op de Conferentie van Bretton Woods werd het IMF in juli 1944 opgericht. Na de Tweede Wereldoorlog streefden de deelnemende landen naar vaste wisselkoersen. De waarde van de nationale valuta werd vastgelegd in goud of ten opzichte van de Amerikaanse dollar. Het IMF moest de goede werking van dit internationaal monetair systeem bewerkstelligen. Wisselkoersherzieningen waren alleen toegestaan bij fundamentele onevenwichtigheden van de betalingsbalans van het betrokken land. Bij een herziening van meer dan 10% van de oorspronkelijk vastgestelde koers was toestemming van het IMF vereist. Het IMF kon landen helpen de wisselkoersen te handhaven door leningen te verstrekken ter overbrugging van tijdelijke betalingsbalansmoeilijkheden.
De econoom Robert Triffin wees al vroeg op de inconsistentie van de rol van de Verenigde Staten als voorziener van internationale reserves enerzijds en de verplichting om de dollar tegen een vaste prijs in goud om te zetten anderzijds. De dollartegoeden zouden sneller toenemen dan de beschikbare goudreserves waarmee het systeem in gevaar zou komen. Dit gebeurde in 1971, Richard Nixon hief eenzijdig de goudstandaard op en daarmee de link tussen de dollar en het goud. Met de zogenaamde Nixon-schok kwam het systeem van Bretton Woods teneinde. De belangrijkste taak van het IMF om het vaste wisselkoerssysteem te bewaken verviel daarmee. Het IMF speelde nog een rol bij de Smithsonian Agreement, een kortstondige poging, van december 1971 tot maart 1973, om de vaste wisselkoersen te handhaven. In december 1972 werd een commissie samengesteld om het IMF te adviseren over de rol binnen het nieuwe internationale monetaire bestel. Vier jaar later werden de statuten van het IMF aangepast.
Als gevolg van de Latijns-Amerikaanse schuldencrisis aan het begin van de jaren 80 ging het IMF leningen verstrekken aan landen met financiële problemen. Aan deze leningen waren zeer uitgebreide hervormingsvoorwaarden verbonden. De economische aanpassingen die hiermee samengingen waren vaak onderwerp van kritiek omdat ze als te streng werden ervaren. In de eerste helft van de jaren 2000 verstrekte het IMF minder leningen vanwege een gunstig economische klimaat en commerciële banken die veel leningen verstrekten. Vanaf 2008 namen de leningen weer fors toe door de kredietcrisis.

## Doelstellingen
Het IMF richt zich op:
1. het promoten van monetaire samenwerking en stabiliteit.
2. het bewaken van economische groei, wisselkoerssysteem, werkgelegenheid, ... (via jaarlijkse consultaties en rapporten).
3. tijdelijke financiële hulp aan landen om tekorten op de betalingsbalans te corrigeren. Zo hebben de betrokken landen de nodige tijd om binnenlandse maatregelen uit te voeren.

De belangrijkste doelstellingen van het IMF zijn: het bevorderen van wisselkoersstabiliteit en een vrij internationaal betalingsverkeer, het voorzien in de behoefte aan internationale liquiditeiten en het verlenen van financiële assistentie aan leden die problemen hebben met hun betalingsbalans.

## Middelen

Lidstaten van het IMF
Staten die lid zijn van IMF
Geen lid

### Eigen kapitaal
De lidstaten betalen 'lidgeld' (quota) bij de toetreding tot het IMF en dit geld vormt het eigen kapitaal van de instelling. Bij de vaststelling van de quota wordt er rekening gehouden met het BBP, de transacties op de lopende rekeningen en met hun reservepolitiek. Om de vijf jaar worden de quota herbekeken en eventueel aangepast. De lidstaten mogen 75% van hun quotum in hun eigen nationale valuta storten, ten minste 25% moet in internationaal aanvaarde valuta's worden betaald.
Hoe hoger de quota, hoe meer stemrecht een lidstaat krijgt. Dit maakt dat de stemmingsmacht van de verschillende lidstaten zeer ongelijk verdeeld is. In 2019 was het land met het grootste quotum de Verenigde Staten. Het land heeft een aandeel van 17,5% in het quotum en 16,5% van het stemrecht. De Volksrepubliek China heeft een quotum van 6,1% en Rusland 2,6%. Nederland en België hebben een aandeel van 1,7% en 1,3%.

### Leningen
Het IMF kan ook leningen aangaan bij zowel private als bij officiële instellingen. Er zijn twee arrangementen, de General Agreements to Borrow (GAB) en het New Agreement to Borrow (NAB). Het totale bedrag, dat het IMF kan lenen, is zo’n 370 miljard SDR of ruim 500 miljard dollar. Het GAB is de oudste faciliteit van zo’n 23 miljard dollar dat op zeer korte termijn kan worden verstrekt door 11 westerse landen. De eerste regeling werd in 1963 getekend en in 1983 werd het bedrag dat geleend kan worden, verdrievoudigd. Het aandeel van Nederland in het GAB is 850 miljoen SDR en van België 595 miljoen. Als gevolg van de kredietcrisis besloten de G20 in april 2009 een extra leenfaciliteit (NAB) op te zetten. Het IMF kan zo’n 500 miljard dollar lenen als daarvoor noodzaak ontstaat.

### Herziening 2010
Op 18 december 2015 heeft het Amerikaanse Congres eindelijk ingestemd met de hervorming van het IMF waarover reeds in 2010 overeenstemming was bereikt. Het gaat om een verdubbeling van de financiële middelen naar 660 miljard dollar die het IMF kan inzetten. Verder is er een verschuiving van het stemrecht in het voordeel van opkomende economieën. In totaal krijgt deze groep 6% meer stemrecht vooral ten laste van Europa. Het stemgewicht van de Volksrepubliek China stijgt van 3,7% naar 6,1% en die van de Verenigde Staten daalt marginaal van 16,7% naar 16,5%.

## Inzet middelen

### Trekkingsrechten
Het IMF leent geld uit aan lidstaten die met betalingsbalansproblemen te kampen hebben. Als een land meer importeert dan exporteert, kan het een beroep doen op het IMF. De landen die die deviezen lenen, instemmen met een pakket van economische hervormingen die tot doel hebben om op de lange duur tot een evenwichtige betalingsbalans te komen. De hervormingen bestaan voornamelijk uit: promotie van de export, minder import door verhogingen van de belastingen, verlagen van de overheidsuitgaven, privatiseren van staatsbedrijven en dereguleren. Door de betalingsbalansproblemen op te lossen verminderen de wisselkoersschommelingen en wordt het internationale betalingsverkeer gemakkelijker. Het IMF gelooft dat vrijere wereldhandel en een betere integratie van landen in de wereldeconomie leidt tot minder betalingsbalansproblemen.
Het kunnen lenen bij het IMF, of "op het IMF trekken", heet trekkingsrecht. Trekkingsrechten kunnen onvoorwaardelijk en voorwaardelijk zijn. Zonder dat het IMF daar voorwaarden aan koppelt, mogen de lidstaten die een tekort hebben aan deviezen, 25% van het door henzelf gestorte quotum opnemen in deviezen. Men zegt dan dat er getrokken wordt in de reservetranche. De reservetranche stijgt wanneer andere landen de valuta van het lid bij het IMF aankopen. Als een land nog meer moet lenen, wordt getrokken in de krediettranche. Deze trekkingsrechten zijn voorwaardelijk, omdat het IMF aan het betrokken land eisen stelt m.b.t. het te voeren economisch beleid, om zodoende de betalingsbalansproblemen op te lossen. Een lid dat op het IMF trekt, moet binnen de 3 à 5 jaar zijn eigen valuta terugkopen. Er geldt dus een terugkoopverplichting, het geleende bedrag moet afgelost worden.

### Speciale trekkingsrechten (SDR's)
Naast de onvoorwaardelijke en de voorwaardelijke trekkingsrechten bestaan er ook nog Special Drawing Rights (SDR). In 1969 werden deze speciale trekkingsrechten geïntroduceerd. Het zijn door het IMF toegekende onvoorwaardelijke rechten aan centrale banken op het verkrijgen van deviezen. Het IMF kan een lidstaat aanwijzen om valuta te leveren aan een land met betalingsbalansproblemen in ruil voor SDR's die het land bezit en heeft gekregen van het IMF. In tegenstelling tot de onvoorwaardelijke en de voorwaardelijke trekkingsrechten is er geen terugbetalingsverplichting.

### Leenfaciliteiten
Het IMF heeft een breed scala aan leenfaciliteiten die aan de lidstaten ter beschikking worden gesteld. Hieronder de belangrijkste:
- De Stand-by Arrangements (SBA) is de oudste vorm van financiële steun aan landen met een tijdelijk betalingsbalansprobleem.[7] De lening wordt in fasen verstrekt afhankelijk van de maatregelen die het lidstaat neemt om uit de problemen te geraken. De lening heeft een termijn van 12 tot 24 maanden en moet binnen vijf jaar zijn terugbetaald.[7]
- De Flexible Credit Line (FCL) is vergelijkbaar met de SBA. Het IMF heeft al vastgesteld dat deze landen een goed economisch beleid voeren en ze krijgen bij een tijdelijk betalingsbalansprobleem direct geld.[7] Hier zijn geen voorwaarden aan verbonden. Voor deze leningen gelden dezelfde terugbetalingstermijnen als voor de SBA.
- De Extended Fund Facility (EFF) werd in 1974 geïntroduceerd voor landen met langdurige betalingsbalansproblemen die een structurele aanpassingen van de economie vereisen.[7] Tijdens de kredietcrisis werden de mogelijkheden om onder deze faciliteit te lenen uitgebreid. De looptijd is langer omdat de ingrepen in de economie groter zijn en het langer duurt voor de resultaten in die ingrepen zichtbaar worden. Griekenland heeft vanaf 2010 vooral onder deze faciliteit geld geleend van het IMF.[7]

Vanaf begin 2010 zijn er een reeks van nieuwe leenmogelijkheden gecreëerd voor arme landen onder het zogenaamde Poverty Reduction and Growth Trust (PRGT) programma. Arme landen hebben specifieke problemen en daarop zijn deze leenfaciliteiten toegespitst. De rente op deze leningen is lager, de eerste jaren hoeft er niet afgelost te worden en de hele looptijd is langer. Het doel blijft gelijk, namelijk een structureel gezonde economie met extra aandacht voor de terugdringen van de armoede en bevordering van de groei. De faciliteiten staan bekend als: Extended Credit Facility (ECF), Standby Credit Facility (SCF) en Rapid Credit Facility (RCF).

## Leiding
Aan het hoofd van het IMF staat een directeur. Naar traditie is dit altijd een Europeaan, terwijl aan het hoofd van de Wereldbank altijd een Amerikaan staat. Sinds oprichting waren de volgende mensen directeur van het IMF:
| Nr.    | Directeur-generaal     | Directeur-generaal                 | Ambtstermijn      | Ambtstermijn      | Land             |
| ------ | ---------------------- | ---------------------------------- | ----------------- | ----------------- | ---------------- |
| 1      | Camille Gutt           | Camille Gutt (1884–1971)           | 6 mei 1946        | 6 mei 1951        | België           |
| Vacant |                        |                                    |                   |                   |                  |
| 2      |                        | Ivar Rooth (1888–1972)             | 3 augustus 1951   | 3 oktober 1956    | Zweden           |
| Vacant |                        |                                    |                   |                   |                  |
| 3      | Per Jacobsson          | Per Jacobsson (1894–1963)          | 20 november 1956  | 5 mei 1963        | Zweden           |
| Vacant |                        |                                    |                   |                   |                  |
| 4      |                        | Pierre-Paul Schweitzer (1912–1994) | 1 september 1963  | 1 augustus 1973   | Frankrijk        |
| 5      | Johan Witteveen        | Johan Witteveen (1921–2019)        | 1 september 1973  | 18 juni 1978      | Nederland        |
| 6      | Jacques de Larosière   | Jacques de Larosière (1929)        | 18 juni 1978      | 15 januari 1987   | Frankrijk        |
| 7      | Michel Camdessus       | Michel Camdessus (1933)            | 15 januari 1987   | 14 februari 2000  | Frankrijk        |
| Vacant |                        |                                    |                   |                   |                  |
| 8      | Horst Köhler           | Horst Köhler (1943–2025)           | 1 mei 2000        | 4 maart 2004      | Duitsland        |
| [ 11 ] | Anne Krüger            | Anne Krüger (1934)                 | 4 maart 2004      | 7 juni 2004       | Verenigde Staten |
| 9      | Rodrigo Rato           | Rodrigo Rato (1949)                | 7 juni 2004       | 31 oktober 2007   | Spanje           |
| 10     | Dominique Strauss-Kahn | Dominique Strauss-Kahn (1949)      | 1 november 2007   | 18 mei 2011       | Frankrijk        |
| [ 11 ] | John Lipsky            | John Lipsky (1947)                 | 18 mei 2011       | 5 juli 2011       | Verenigde Staten |
| 11     | Christine Lagarde      | Christine Lagarde (1956)           | 5 juli 2011       | 12 september 2019 | Frankrijk        |
| [ 11 ] | David Lipton           | David Lipton (1953)                | 12 september 2019 | 1 oktober 2019    | Verenigde Staten |
| 12     | Kristalina Georgieva   | Kristalina Georgieva (1953)        | 1 oktober 2019    | heden             | Bulgarije        |

## Publicaties
Het IMF publiceert een reeks periodieke economische en financiële rapporten. 

### World Economic Outlook
Sinds 1980 is dit een – doorgaans tweemaal per jaar gepubliceerde - analyse van de mondiale economische ontwikkelingen op korte en middellange termijn, inclusief economische indicatoren zoals groei, inflatie, handel en werkgelegenheid.

### Global Financial Stability Report
Sedert 2002 is dit een jaarlijkse beoordeling van het mondiale financiële stelsel en markten, en de financiering van opkomende markten in een mondiale context. Het rapport bevat ook beleidsaanbevelingen voor het bevorderen van de internationale financiële stabiliteit. 

### Fiscal Monitor
Deze analyse, die doorgaans tweemaal per jaar wordt gepubliceerd, betreft sedert 2009 de jongste ontwikkelingen op het gebied van de overheidsfinanciën, en de budgettaire gevolgen van beleidsmaatregelen die relevant zijn voor de wereldeconomie. Het rapport bevat ook aanbevelingen voor fiscaal beleid om duurzame groei te bevorderen en economische stabiliteit te handhaven.

### Global Policy Agenda
Dit was van 2012 tot 2022 het centrale beleidsdocument, uitgebracht door de algemeen directeur van het IMF. De Agenda werd sinds 2023 vervangen door de overige rapporten.

## Benelux
Sinds 1 november 2012 vormen België, Nederland en Luxemburg een kiesgroep binnen het dagelijks bestuur van IMF (executive board), waarbij België en Nederland afwisselend om de vier jaar de bewindvoerder c.q. de plaatsvervangend bewindvoerder leveren. De Benelux-kiesgroep vertegenwoordigt ook nog een groot aantal voornamelijk Oost-Europese landen maar ook landen zoals Israël en Cyprus. Het stemquotum van de nieuwe kiesgroep bedraagt 6,5%. Dit quotum is na dat van de Verenigde Staten, China en Japan in grootte het vierde belangrijkste in het IMF-bestuur. Tevens is afgesproken dat België en Nederland op ministerieel niveau jaarlijks rouleren in de vergaderingen van het Internationaal Monetair en Financieel Comité, het politieke beleidsorgaan van het IMF.

## Griekenland
Na zeer moeizame onderhandelingen in het eerste halfjaar van 2015 over de verlenging van het financiële steunprogramma is er geen akkoord bereikt. Op 30 juni 2015 heeft Griekenland geen betaling van € 1,6 miljard aan het IMF gedaan. Het land blijft daarom in gebreke en kan alleen nog financiering vanuit het IMF krijgen wanneer deze betalingsachterstand is ingelopen. Griekenland is daarmee het eerste westerse land dat niet op tijd aflost en deelt deze positie met Zimbabwe, (Noord-)Soedan en Somalië. Op 20 juli maakte de Griekse overheid geld over aan het IMF waarmee de betalingsachterstand werd weggewerkt. Dit was mogelijk nadat Griekenland een noodlening gekregen had van 7,2 miljard euro van de Europese Unie.

## Kritiek
Verschillende groeperingen hebben kritiek op het IMF. Zo beweert men dat het IMF geen problemen heeft met dictators en schendingen van mensenrechten, het arbeidsrecht en milieuwetgeving zolang dit economische voordelen voor het Westen sorteert. Ook wordt beweerd dat het IMF te veel een liberale, open markteconomie voorstaat, waardoor sommige arme landen alleen verder in de schulden worden geholpen. Volgens de econoom Joseph Stiglitz leiden de eisen tot herstructurering die het IMF aan zijn leningen verbindt wel tot bestrijding van inflatie, maar is dit beleid slecht voor economische groei en werkgelegenheid.